# Pizza Margherita

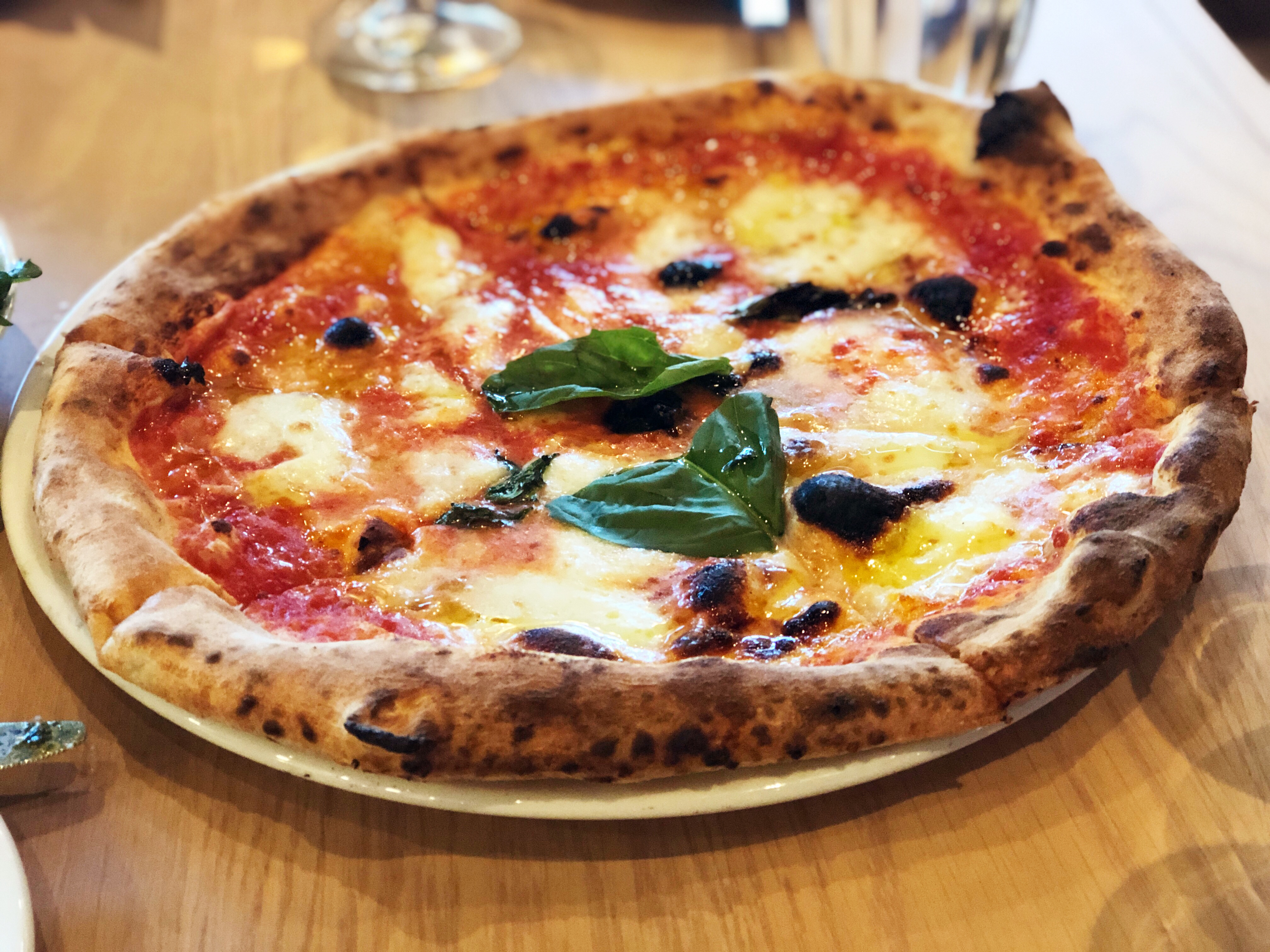
Pizza Margherita

Pizza Margherita là một loại pizza đặc trưng đến từ vùng Napoli, được làm bằng cà chua San Marzano, phô mai mozzarella, húng quế tươi, muối và dầu ô liu thêm nguyên chất. Theo truyền thống, nó được làm bằng fior di latte (mozzarella sữa bò) chứ không phải bằng mozzarella sữa trâu.

## Nguồn gốc và lịch sử

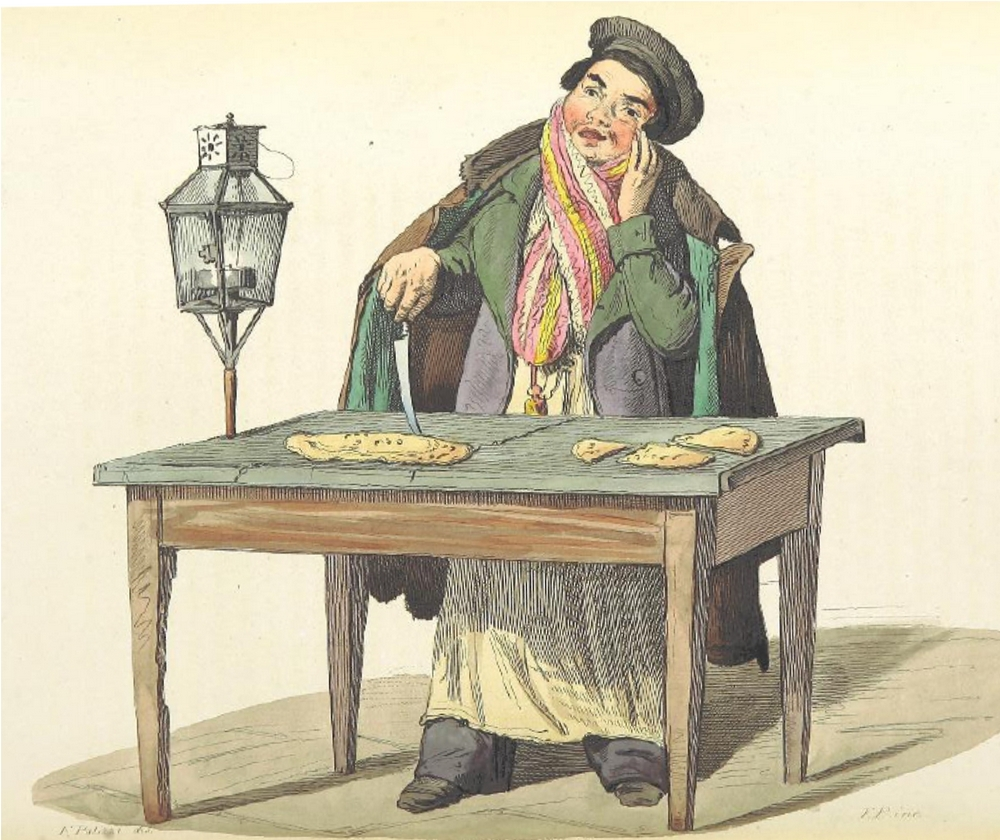
Filippo Palizzi, Il pizzaiolo, 1858